# Mat Mania
Mat Mania (também nomeado Exciting Hour em outras versões) é um videogame de luta profissional lançado em 1985 pela empresa Taito.

## Personagens
- Player (Jogador) - Possivelmente criado com base no lutador inglês Thomas "Tom" Billington, também conhecido como Dynamite Kid, principalmente porque no jogo Mania Challenge (1986), que foi o segundo e último da série, ele recebe o nome de Dynamite Tommy. Tem cabelos castanhos, calção azul e botas brancas.

- Insane Warrior (Insane Worrier em Exciting Hour / Tradução: Guerreiro Insano) - Lutador criado com base na dupla americana The Road Warriors, devido ao seu cabelo no estilo punk e sua máscara de rosto. Possui a Cotovelada e a Gravata (Clothesline) usadas pelo Jogador.

- Karate Fighter (Tradução: Lutador de Caratê) - Um lutador que mais aparenta ser lutador de Kung-Fu, possivelmente baseado no ator Bolo Yeung. É o segundo desafiante do Jogador.

- Coco Savage (Coco Savege em Exciting Hour) - Criado com base no falecido lutador Bobo Brazil. Certamente é o adversário mais difícil de ser derrotado. Possui a Ombrada (Chargin Tackle, confundida com cabeçada) aplicada também pelo Jogador.

- The Pirania - Lutador mascarado criado com base em lutadores mexicanos. Possui golpes impiedosos e a proibida técnica de estrangulamento (Chocking). Possui o agachamento seguido de arremesso (Back Body Drop) também aplicado pelo Jogador.

- Golden Hulk (Blues Bloody em Exciting Hour) - Lutador baseado nos lutadores Hulk Hogan (pelo nome Golden Hulk e por possuir aparência semelhante à de Hulk Hogan, ex-campeão da WWF) e Bruiser Brody (pelo nome Blues Bloody e por possuir botas idênticas às do lutador). É o campeão dentre os lutadores. Possui a cotovelada e o arremesso de corpo (Body Slam) utilizados pelo Jogador.

## Recepção
No Japão, Exciting Hour foi a unidade de fliperama de mesa mais rentável de outubro de 1985. Nos Estados Unidos, Mat Mania foi o kit de conversão de fliperama mais rentável de 1986, e o terceiro jogo de fliperama geral mais rentável do ano.